# Androclus (Efeze)
Androclus (Oudgrieks: Androklos, Ἄνδροκλος) was volgens de Griekse mythologie en geschiedschrijving de stichter van Efeze.
Androclus was een zoon van de Atheense koning Codrus en was de leider van de Ionische kolonisten die de Lelegen en de Cariërs verdreven uit het gebied rondom Efeze. Hijzelf wordt als de stichter van Efeze genoemd. Hij zou ook het eiland Samos veroverd hebben, omdat de bewoners met de Cariërs tegen de Ioniërs samenspanden, en het een tijd geregeerd hebben. 
Een mythe over de stichting vertelt dat een orakel had gezegd dat de plaats van de stad aan de kolonisten zou worden voorspeld door een wild zwijn en een vis. Toen Androclus en zijn metgezellen op een avond een maaltijd aan het klaarmaken waren, sprong een vis die ze aan het bakken waren van het vuur en nam een brandend stuk houtskool mee. Hierdoor vloog een struik in brand waar een wild zwijn uit wegrende, dat door Androclus werd gedood. Hij trok de conclusie dat de voorspelling van het orakel klopte en stichtte de stad op die plaats.
Androclus hielp ook de bevolking van Priëne in een strijd tegen de Cariërs. Het leger van de Grieken won wel, maar Androclus werd gedood. Hij werd begraven in Efeze, waar in de Oudheid zijn graftombe te zien was aan de weg naar de Magnesia Poort. Op de tombe stond een standbeeld van een gewapende man.
Een reliëf met Androclus die het wilde zwijn vangt is te zien in de Tempel van Hadrianus in Efeze. Ook werden verschillende aristocraten afgebeeld als Androklos. Dit vanwege de titel "Ktistès" (stichter) die ook werd toegepast op mensen die als belangrijk werden gezien voor de stad. In de Romeinse periode werden keizers hier ook soms mee aangeduid.
Wanneer men in Ephese een jonge man ziet in associatie met een hond of zwijn, wordt er gewoonlijk een verwijzing naar Androklos verondersteld.